# Estación Buenos Aires (Metro de Medellín)
La Estación Buenos Aires es la Quinta estación de la Línea T-A del Tranvía de Medellín. Está en pleno corazón del barrio Buenos Aires y es cercana a la Unidad Hospitalaria de Buenos Aires y de la Parroquia de Nuestra Señora del Sagrado Corazón.

## Diagrama de la estación
| SUELO     |                                                       |         |
|           | Plataforma lateral, las puertas se abren a la derecha |         |
| Occidente | ← hacia Estación Bicentenario (Estación San Antonio)  | Oriente |
| Occidente | → hacia Estación Miraflores (Estación Oriente)        | Oriente |
|           | Plataforma lateral, las puertas se abren a la derecha |         |
|           |                                                       |         |

- Datos: Q21572696